# 本町 (三木市)
本町（ほんまち）は、兵庫県三木市にある大字。旧・美嚢郡三木町大字本町。郵便番号は673-0431。

## 地理

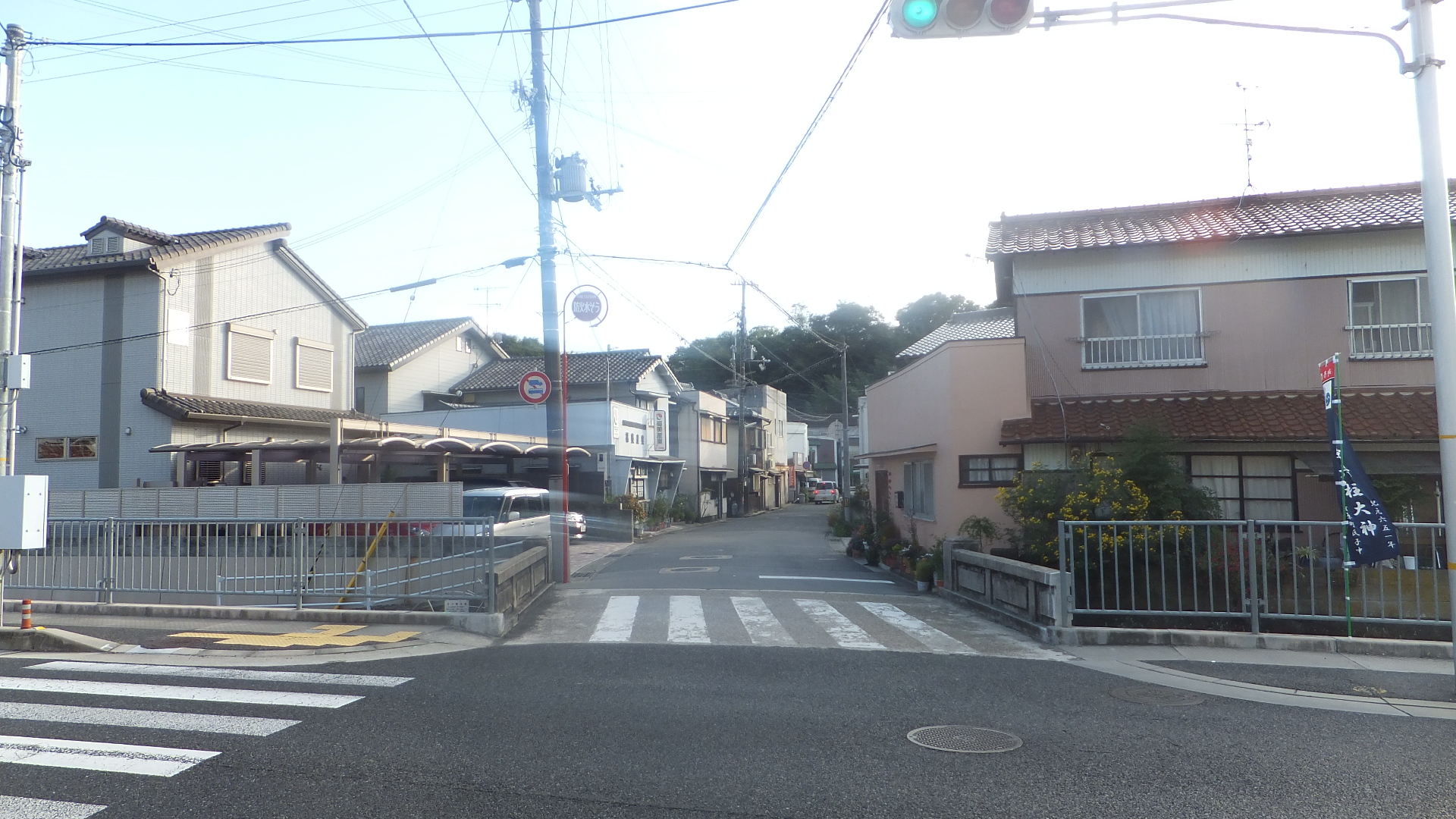
本町1丁目の街並み

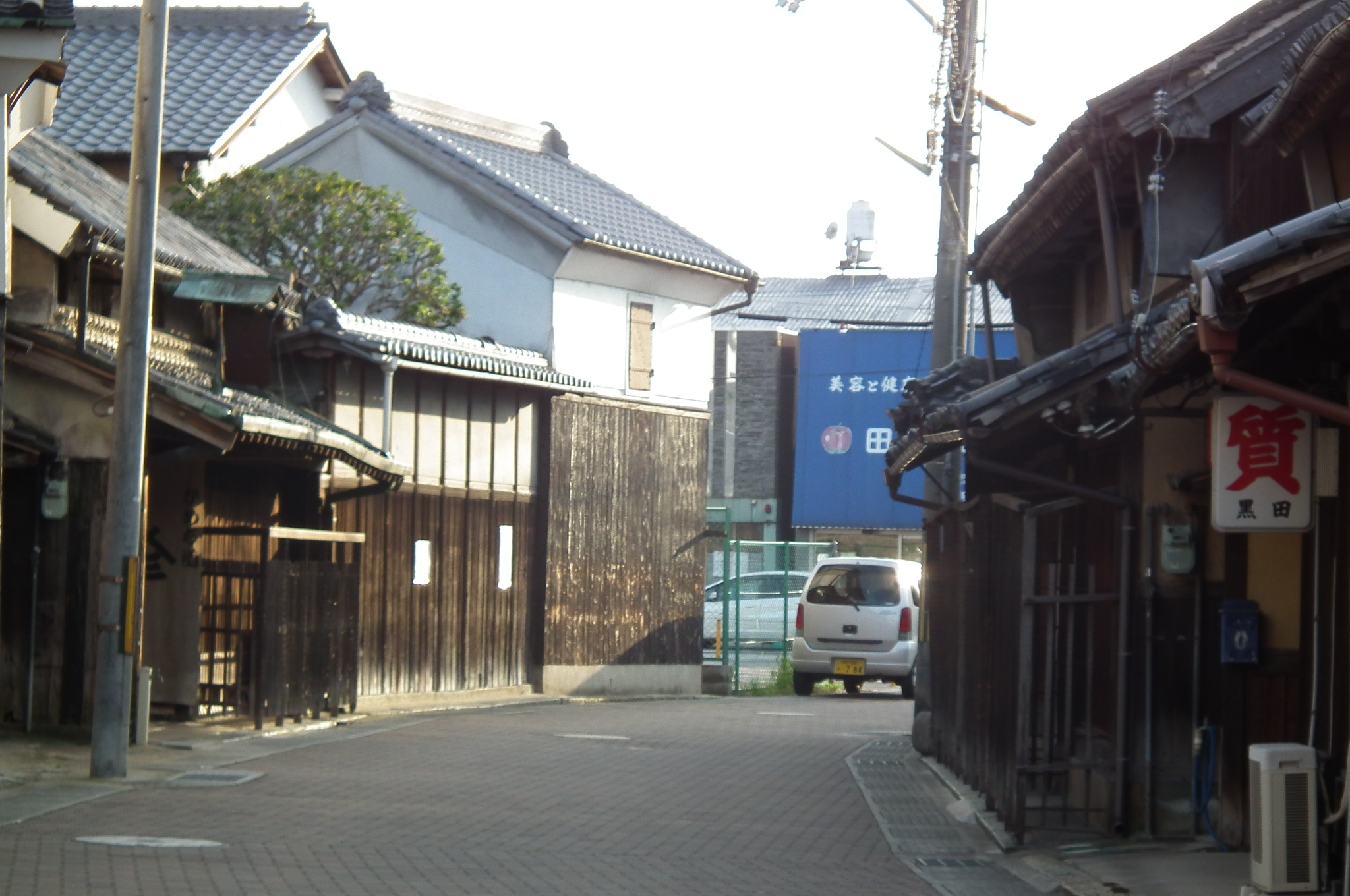
本町2丁目の街並み

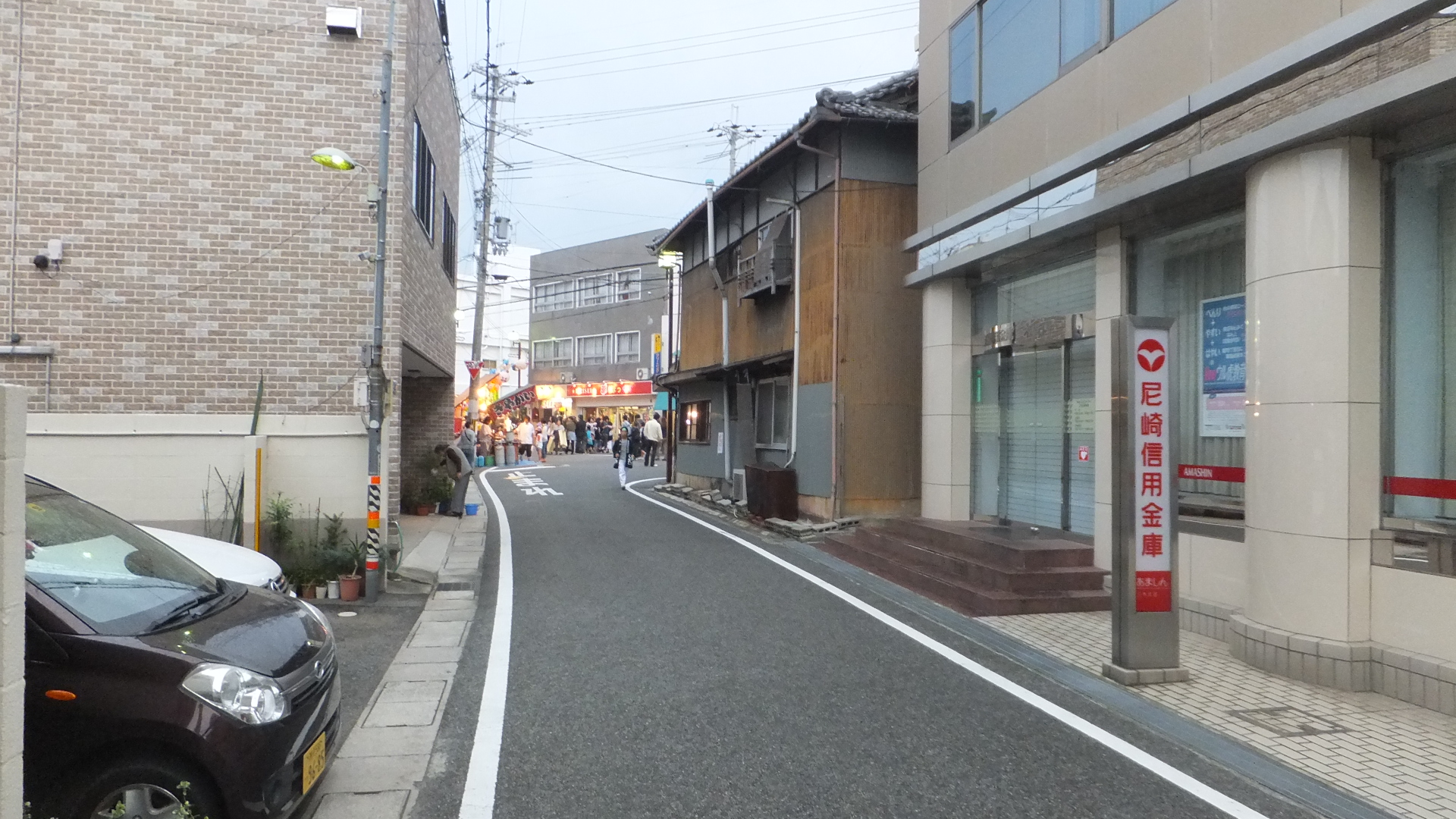
本町3丁目の街並み

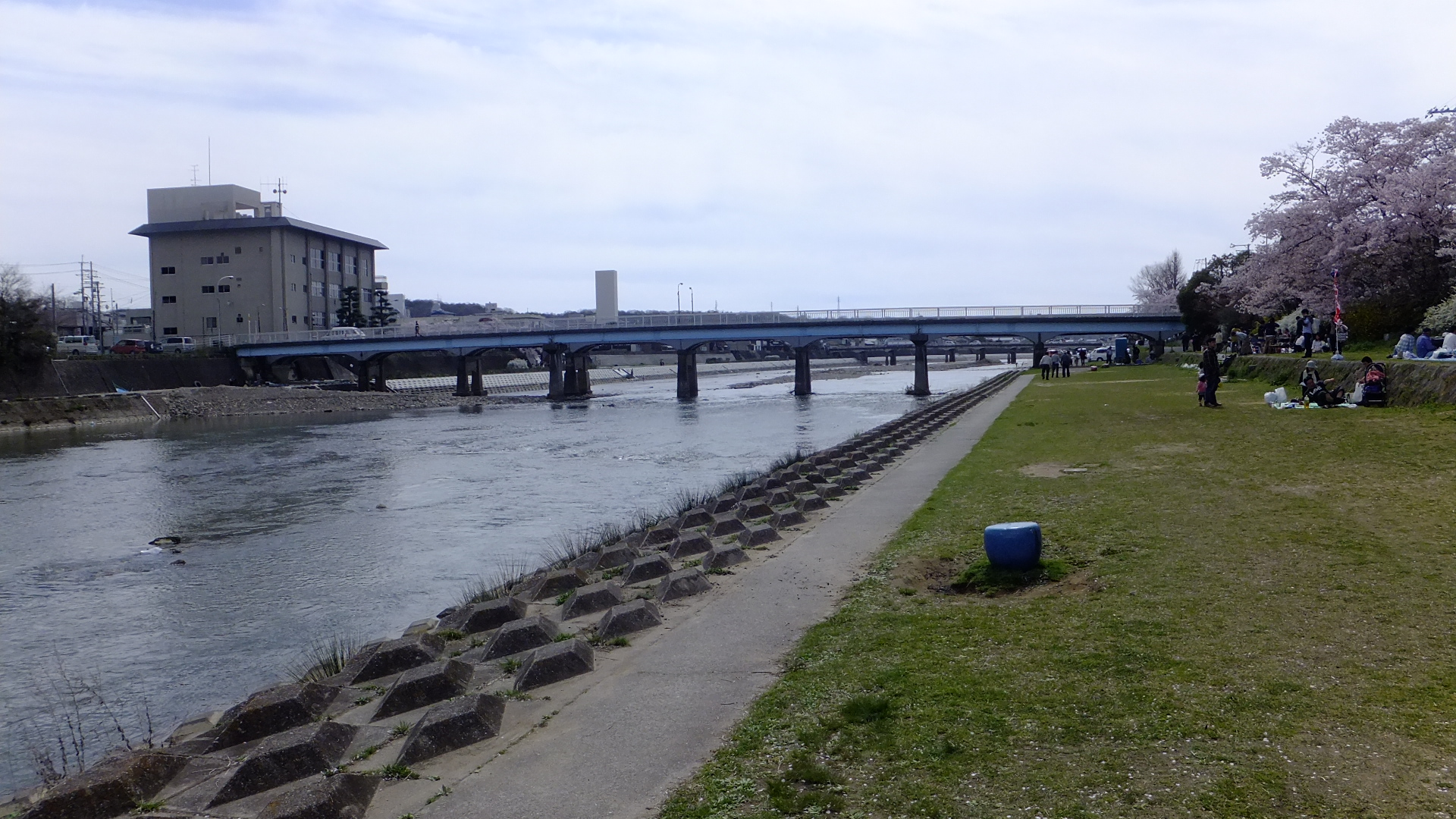
中央公民館沿いにある美嚢川

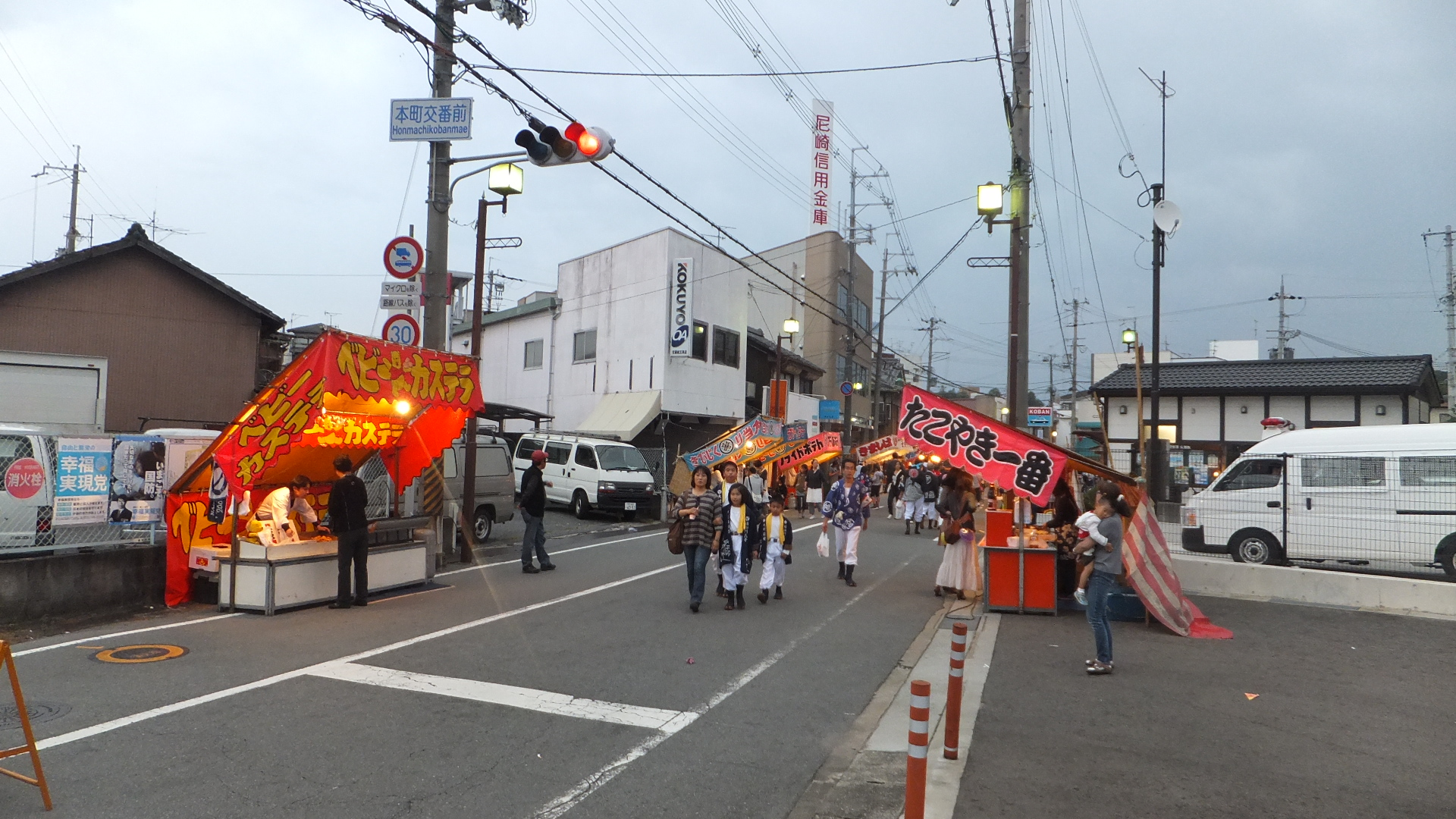
大宮八幡宮の例大際の時は屋台がこの地に出店する。

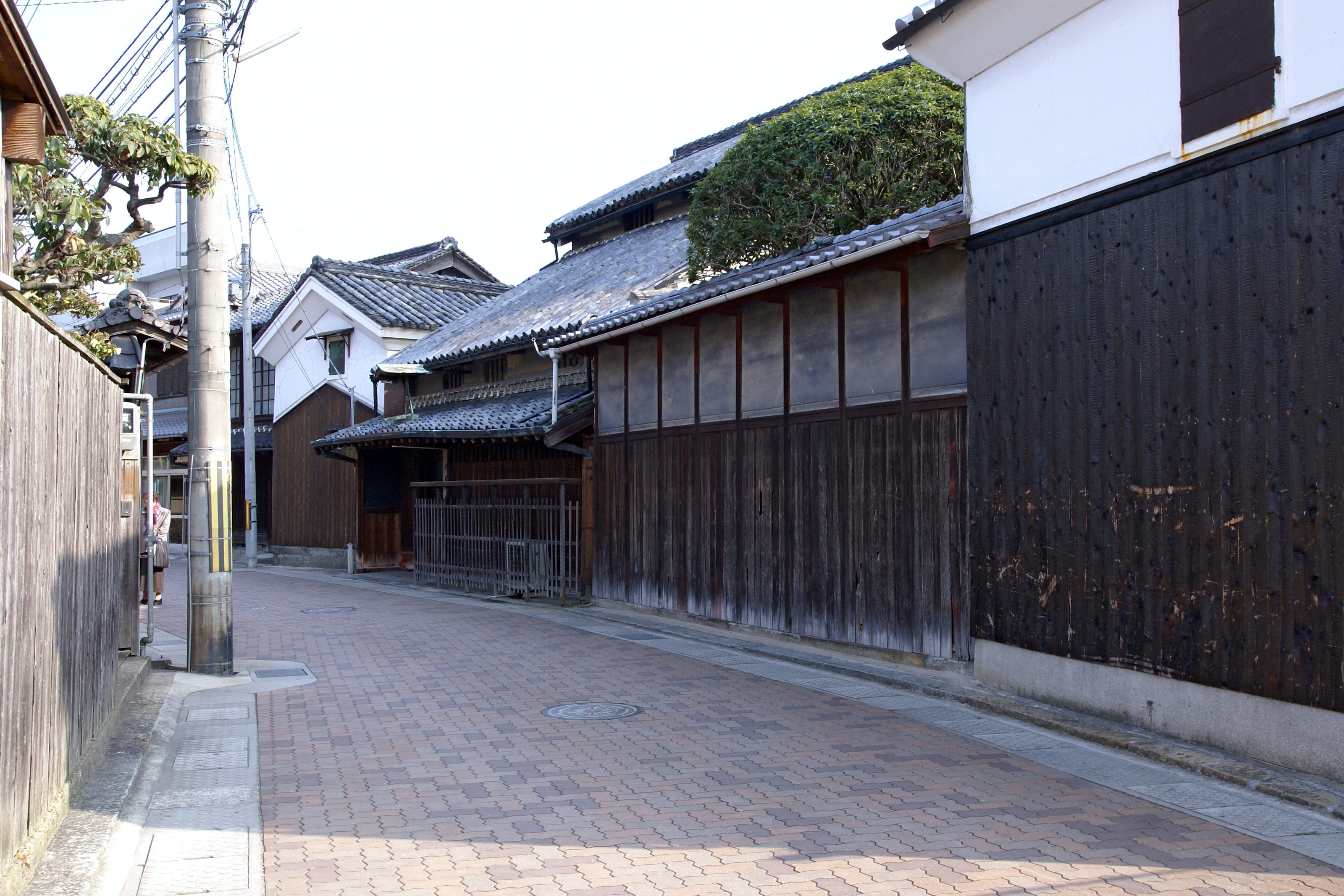
ひめじ道

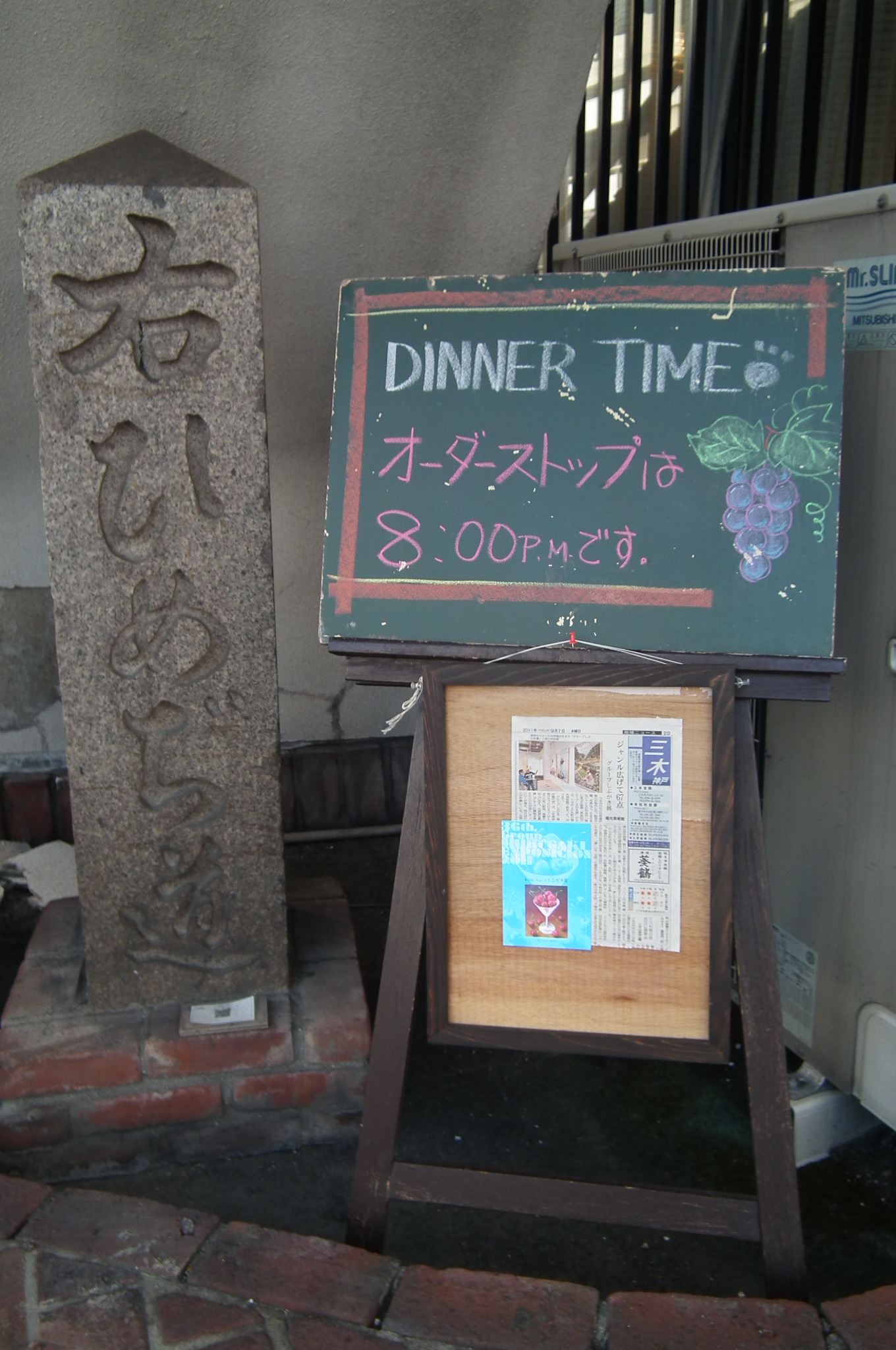
ひめじ道があったと記されている石碑

- 三木地区の中央部、美嚢川中流左岸の沖積平野に位置しており、地区の中心部である。現在は商業地と住宅地である。[1]東側は大塚、上の丸町・西側と南側は福井・北側は末広、府内、芝町と接する。

### 河川
- 美嚢川[1]
- 二位谷川[1]

## 旧町の概要
現在は旧町で呼ばれることはない。

### 明石町
- 現在の本町3丁目あたりであり、三木城の城下町であり、小笠原忠政がこの町にある明石街道を整備したことによって栄えた。由来は明石街道から名付けられた。[2][3]

### 大日町
- 現在の本町3丁目あたりであり、明石街道に面した町である。明石町から分離した。[3][4]

### 大宮町
- 現在の本町3丁目あたりであり、元々は新町の一部であり、町内には大宮八幡宮に行く通行道路が有り、由来は大宮八幡宮の参道付近に位置するので、名付けられた。大宮八幡宮沿革誌によると喜春屋敷の地であり、宮の東を大宮の町と書かれている。[5]

### 宮前町
- 現在の本町3丁目あたりであり、元々は前田町と呼ばれていた。現在の名前は昭和時代につけられた。由来は大宮八幡宮の前にある町であることから名付けられた。大宮神社沿革誌ではこの地を「宮の下」と呼んでいたことから名付けられた。[6]

### 新町
- 現在の本町2丁目あたりであり、1619年に三木城を明石に移築し、参勤交代の行列の「かわし道」として道路が出来た場所である。由来は豊臣秀吉によって、1580年に城下集落策をとって、城地を縮小し、城下町を広げたことから名付けられた。[7]

### 滑原
上ナメラ町と下ナメラ町に分かれている。
- 上ナメラ町 -  （滑原商店街の項を参照）
- 下ナメラ町 - 現在の本町1丁目あたりであり、元々は府内であった。[9]

### 大手町
- 現在の本町1丁目あたりであり、平山丸の要塞地であり、丸の内である。当初は河原町の一部であったが、分割されて、現在の町になった。由来は三木城の大手にあたることから名付けられた。[10][11]

## 歴史
- 1954年6月1日 - 三木市新設に伴い、三木市本町になる。

### 字域の変遷
| 実施前               | 実施年       | 実施後     |
| -------------------- | ------------ | ---------- |
| 美嚢郡三木町大字本町 | 1954年6月1日 | 三木市本町 |

## 施設

### 現存する施設

#### 本町1丁目
- 正入寺

1601年に建立された。建立当時は「勝入寺」と呼ばれていた。
- すき家三木本町店
- 光証券三木支店
- 天理教神戸布教所
- 万寿庵本店

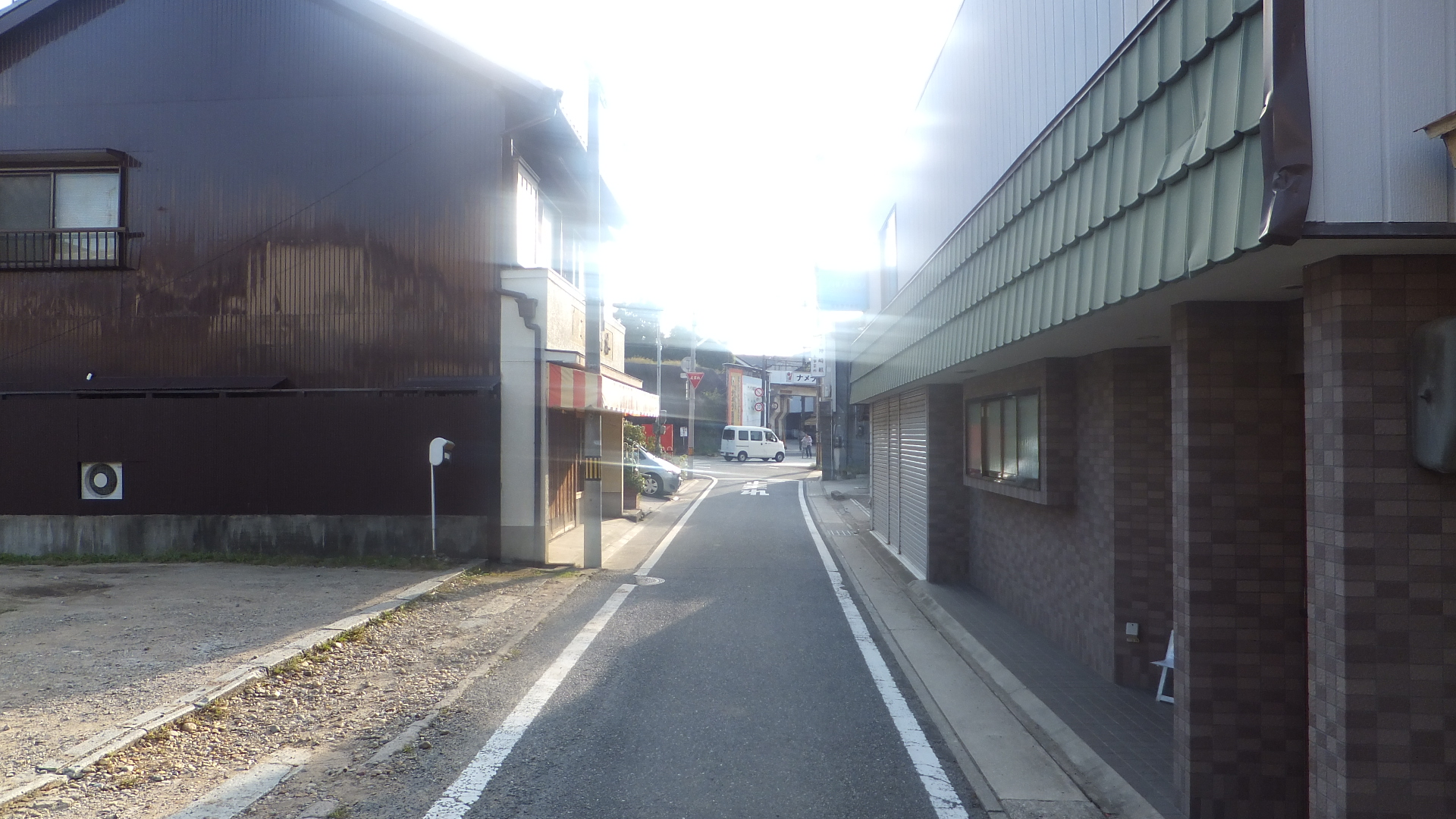
下ナメラ商店街

- 下ナメラ商店街

#### 本町2丁目
- 旧玉置家住宅
- 三木商工会館
- 三木市中央公民館
- 三木市みのがわ会館
- JAみのり三木
- 滑原商店街

元々は三木城の内で中島丸と呼ばれた地である。明治時代の終わり頃に馬車道が付けられ、本通りになった。この道ができるとその沿道に家屋が経つようになり、「滑原商店街」が形成されるようになった。以前は三木地区で大売出しを催したときは混雑ができるほど繁華な商店街であったが、現在はシャッター街になっている。当初は上ナメラ町と呼ばれていた。
- 大宮町公民館
- 新町公民館
- 竹の湯温泉
- 月輪寺
- 本要寺
- 黒田金物店
- 三井住友銀行三木支店・緑が丘支店
- SMBC日興証券三木支店

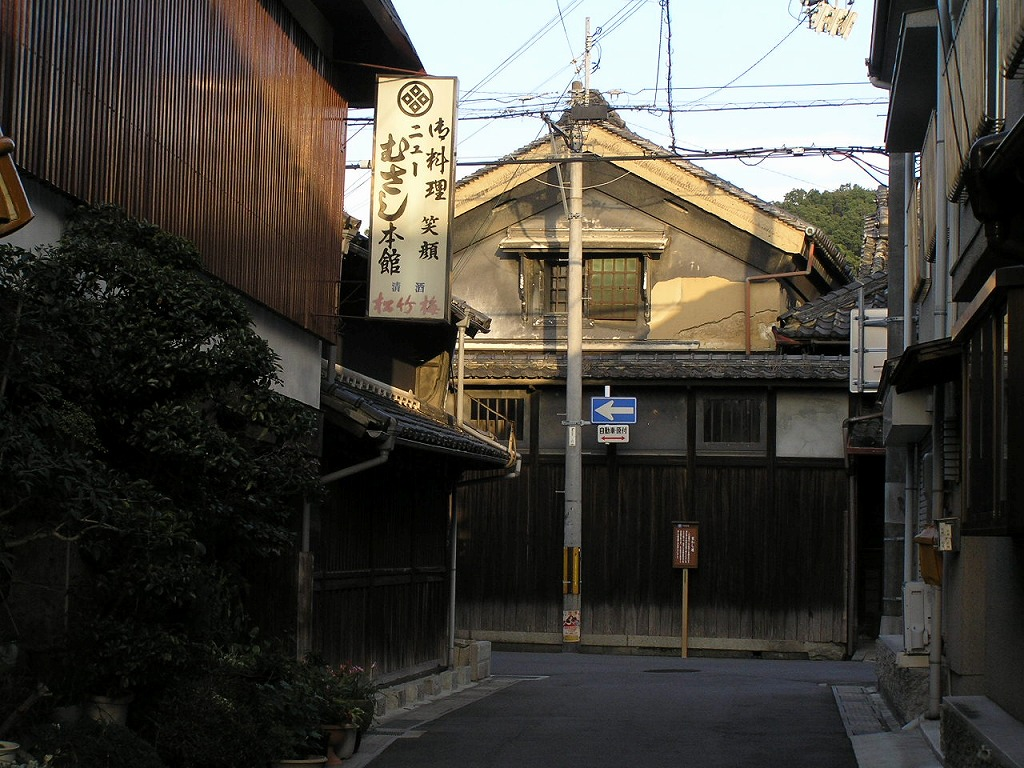
本町2丁目中心部
三木市中央公民館
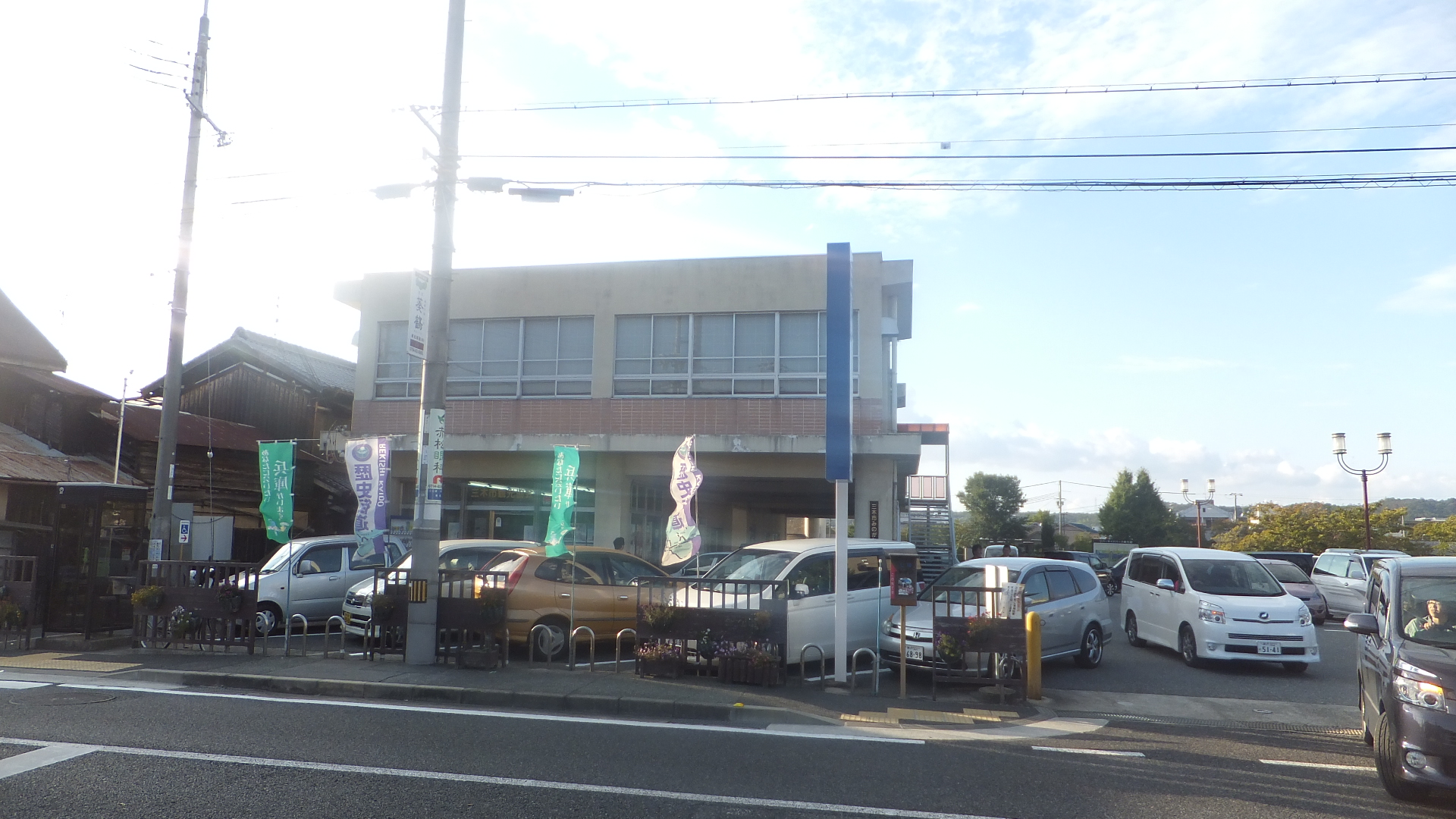
三木市みのがわ会館
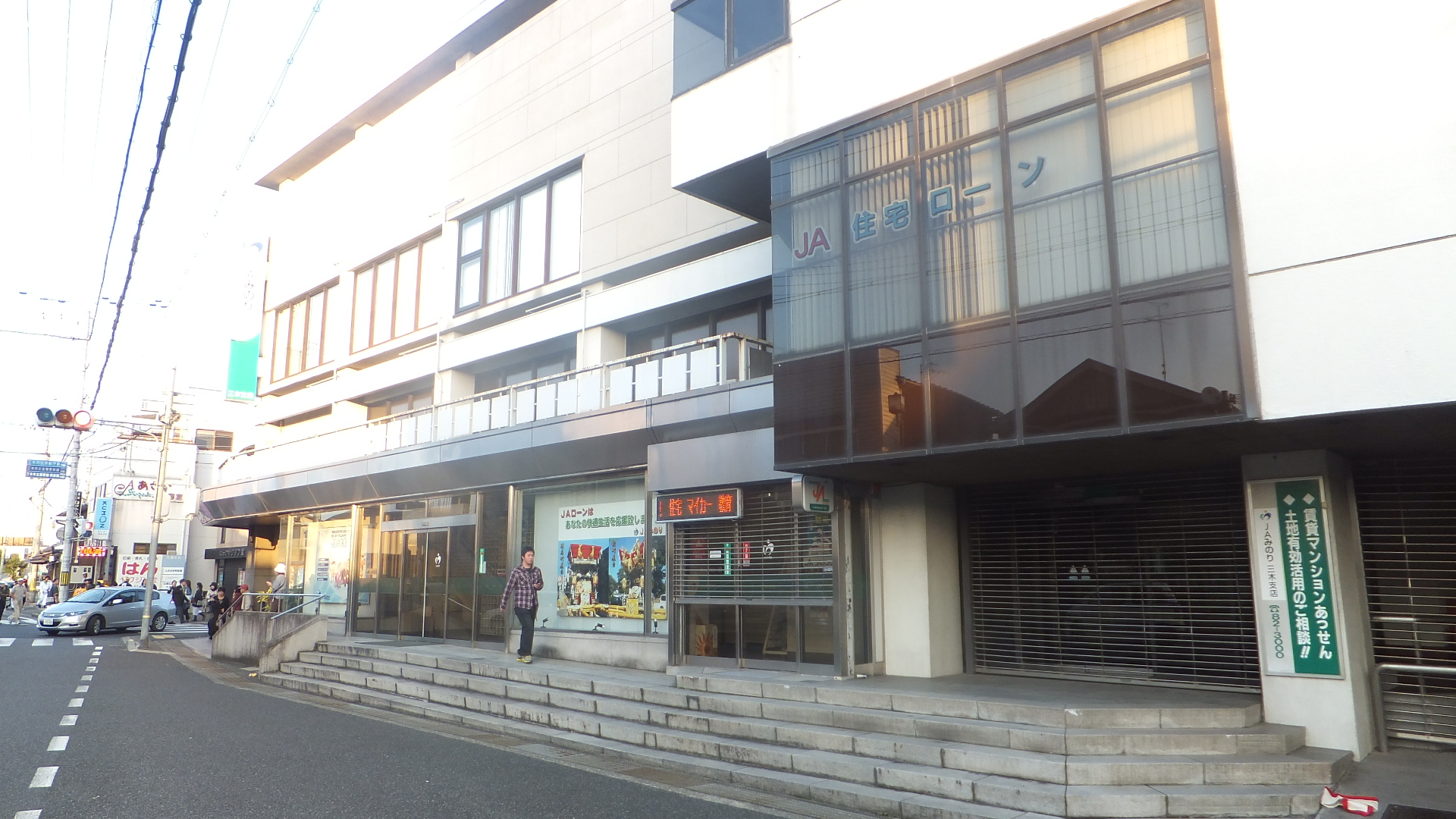
JAみのり三木
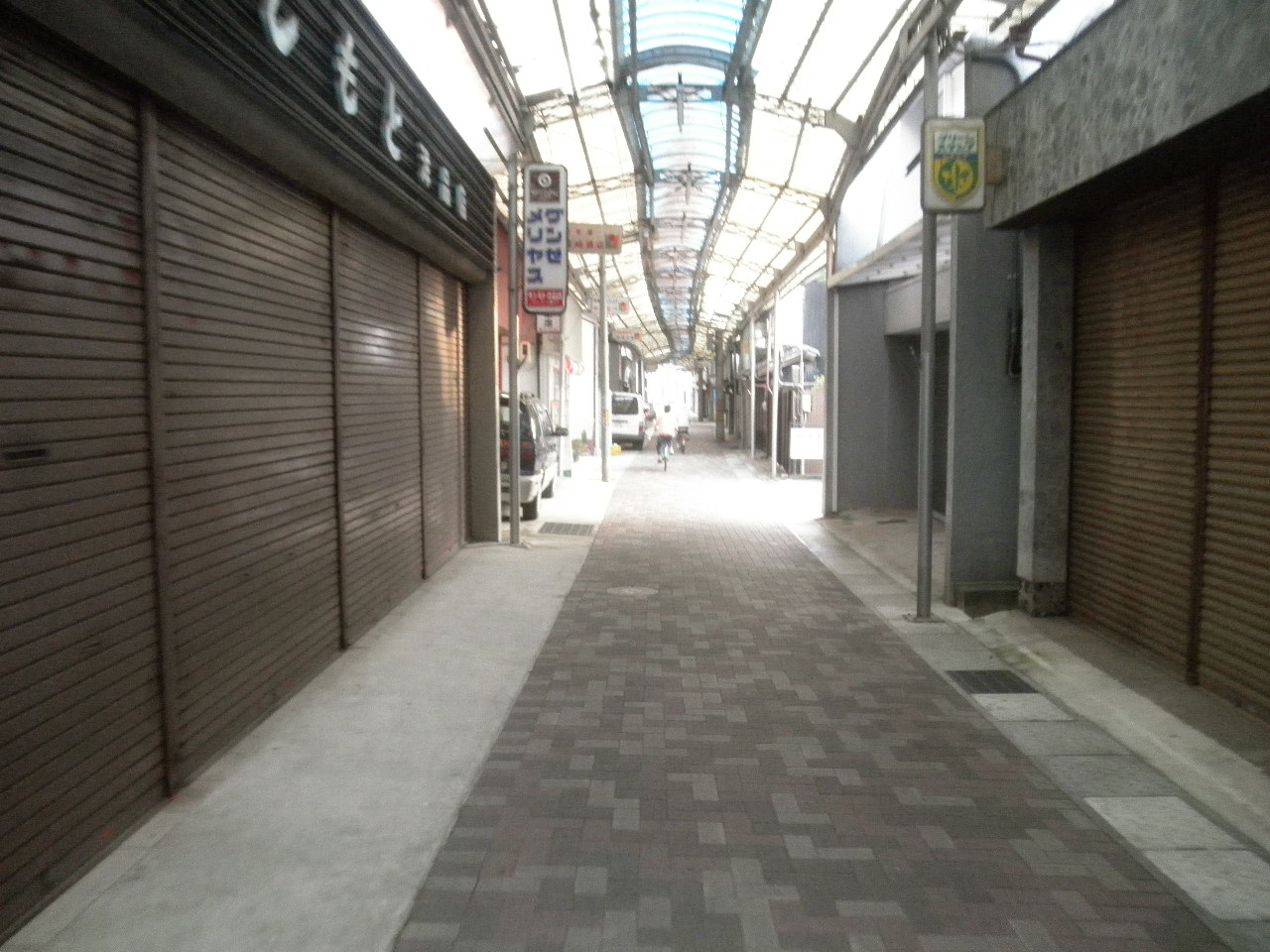
滑原商店街
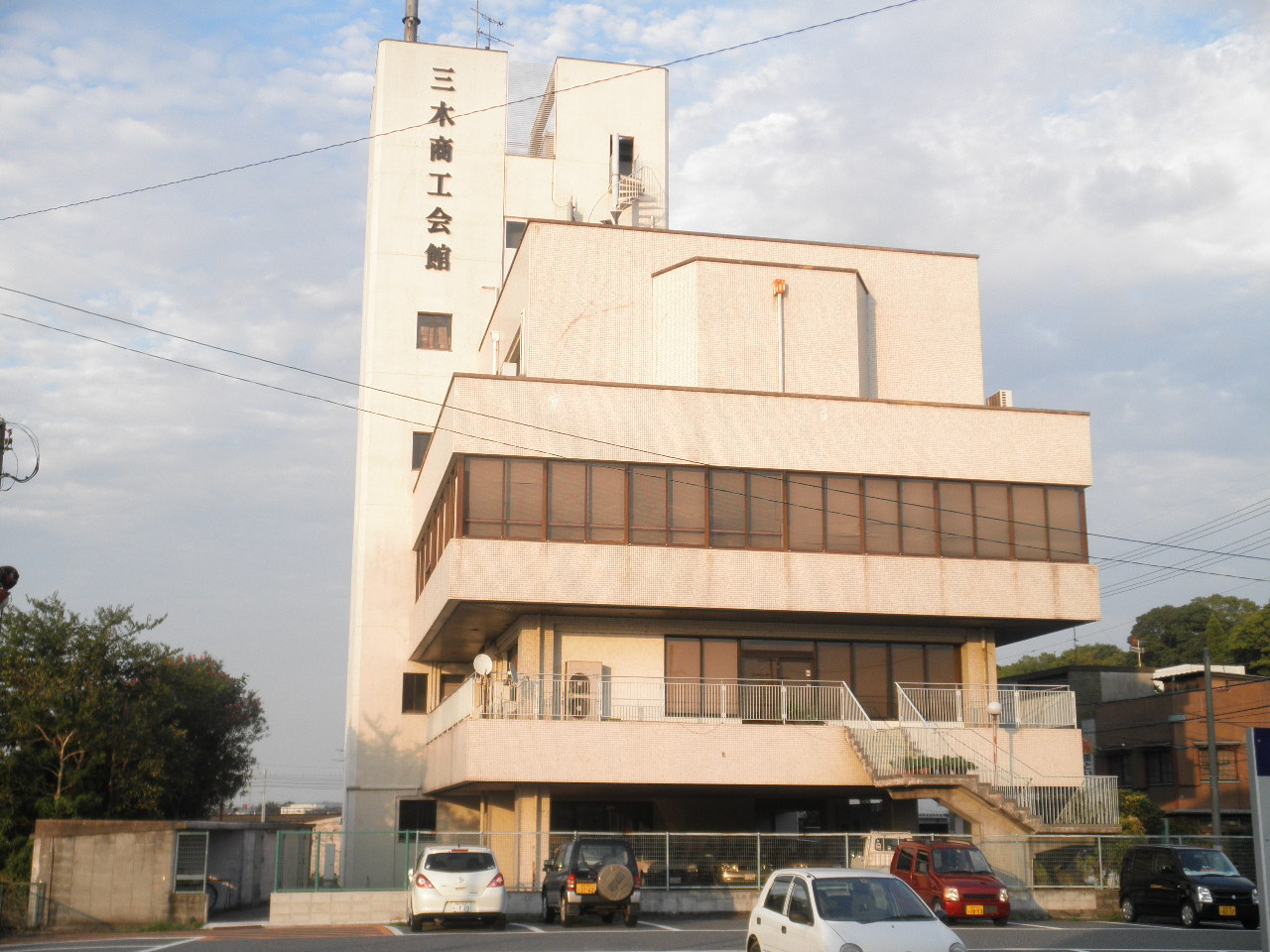
三木商工会館
大宮町公民館
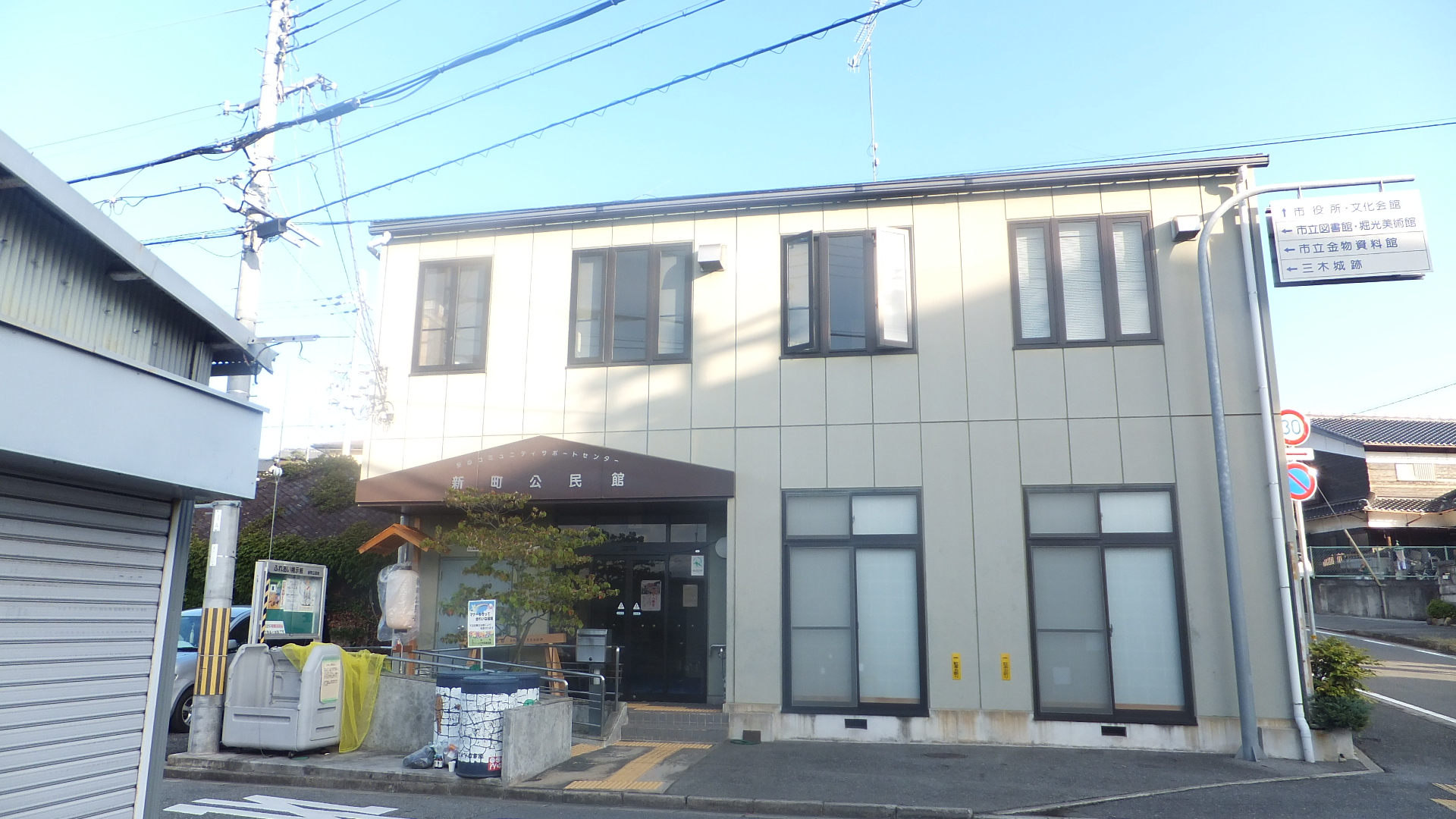
新町公民館
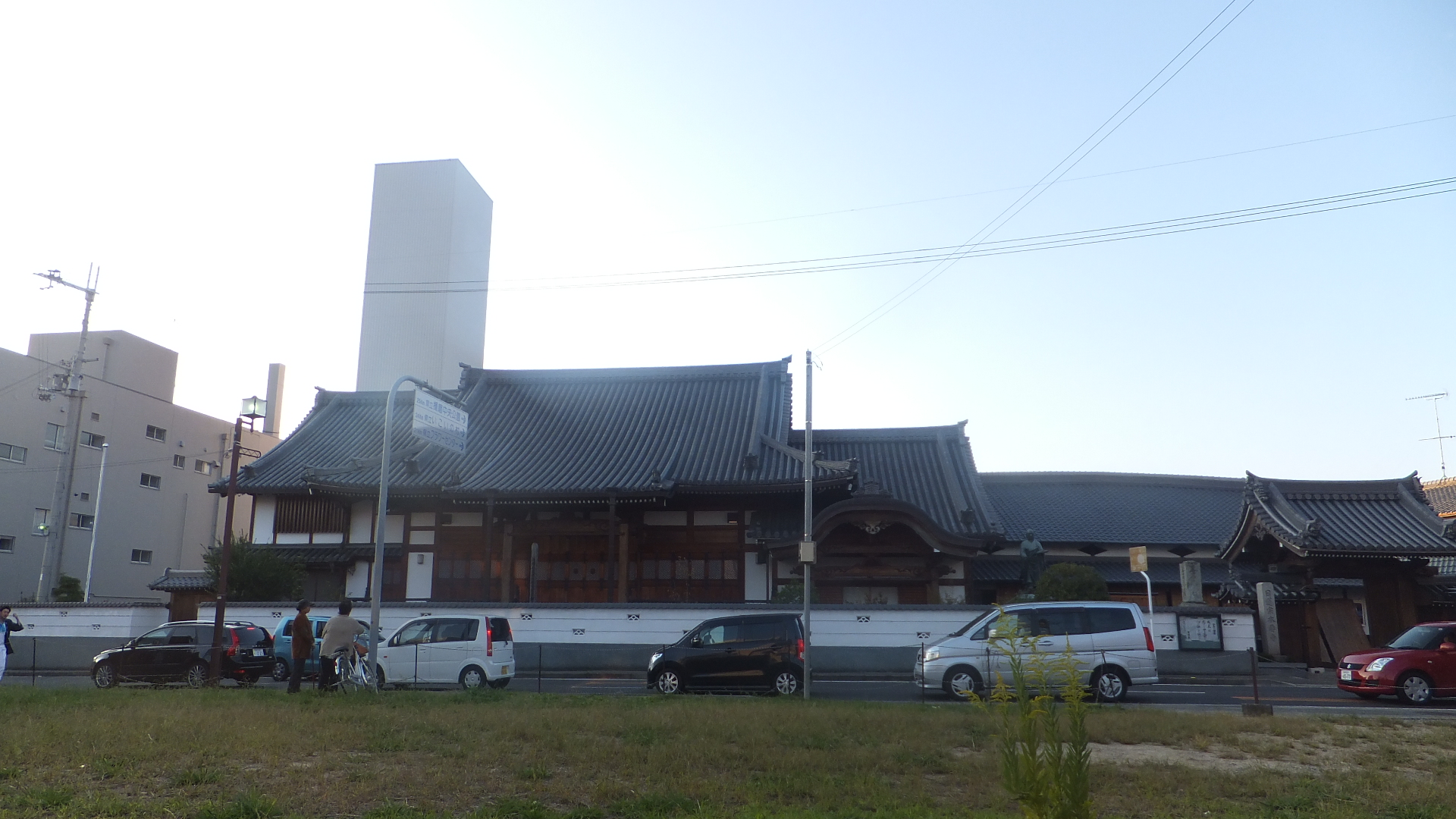
本要寺
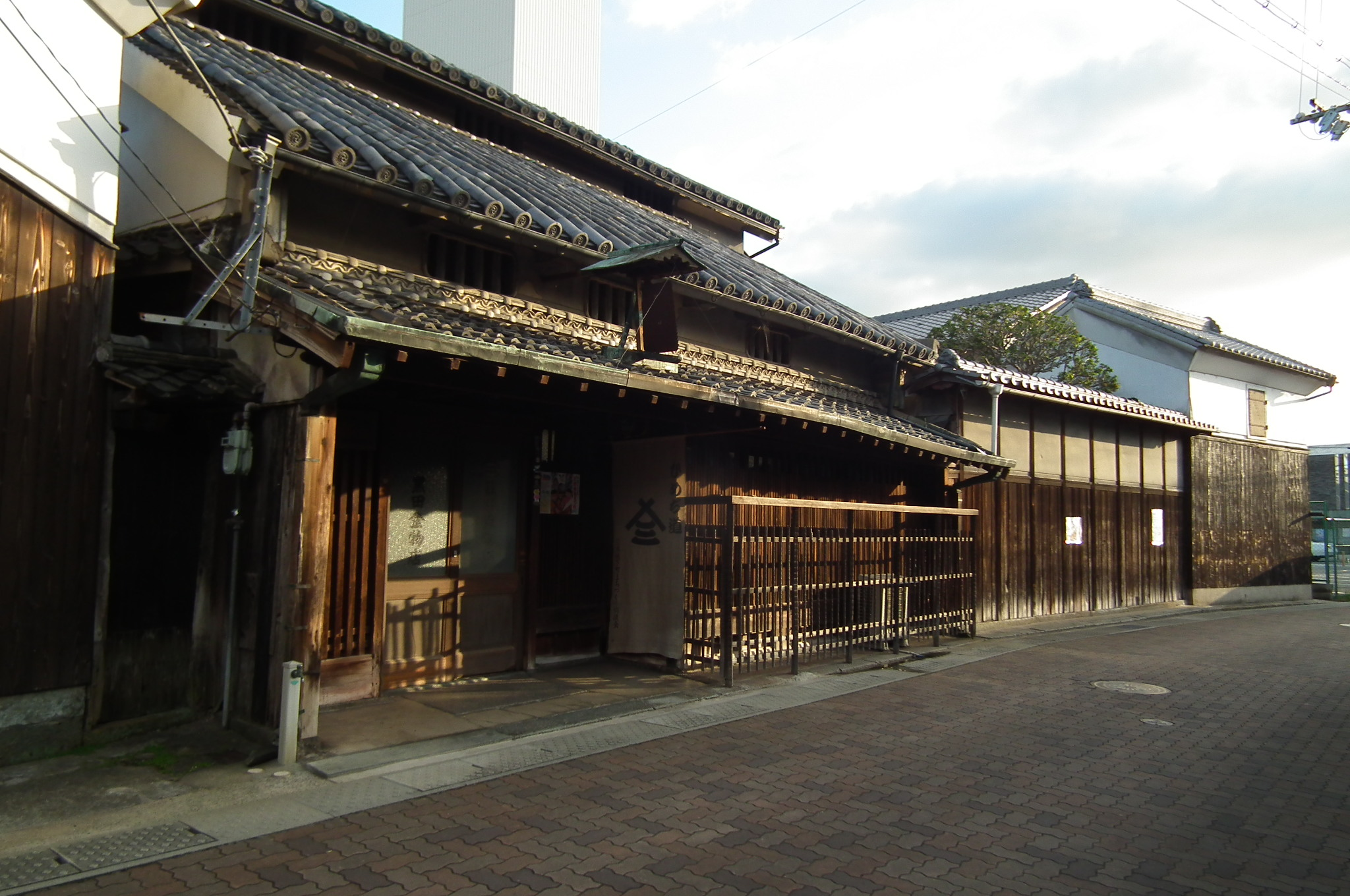
黒田金物店

#### 本町3丁目

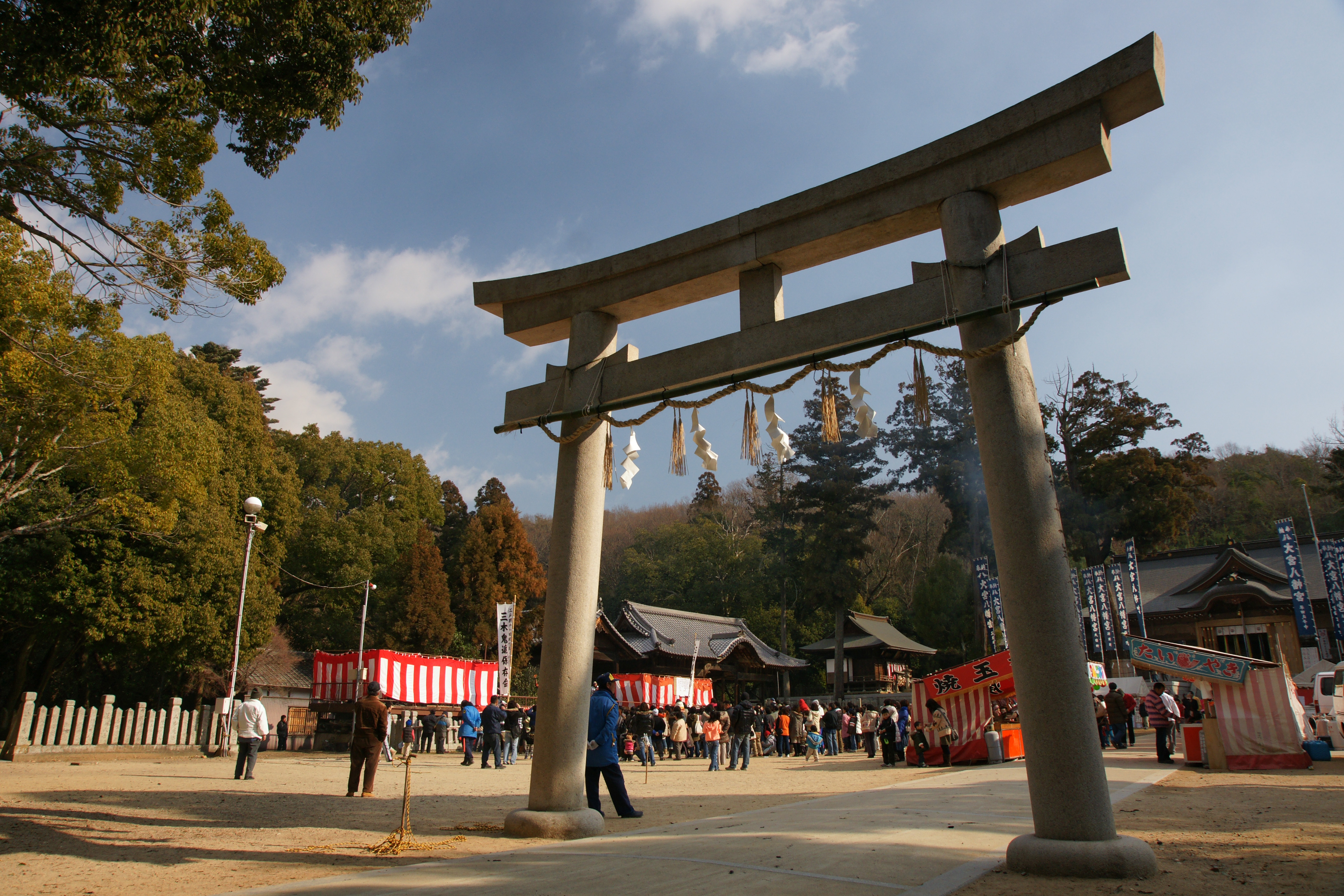
大宮八幡宮
- 松竹白木神社
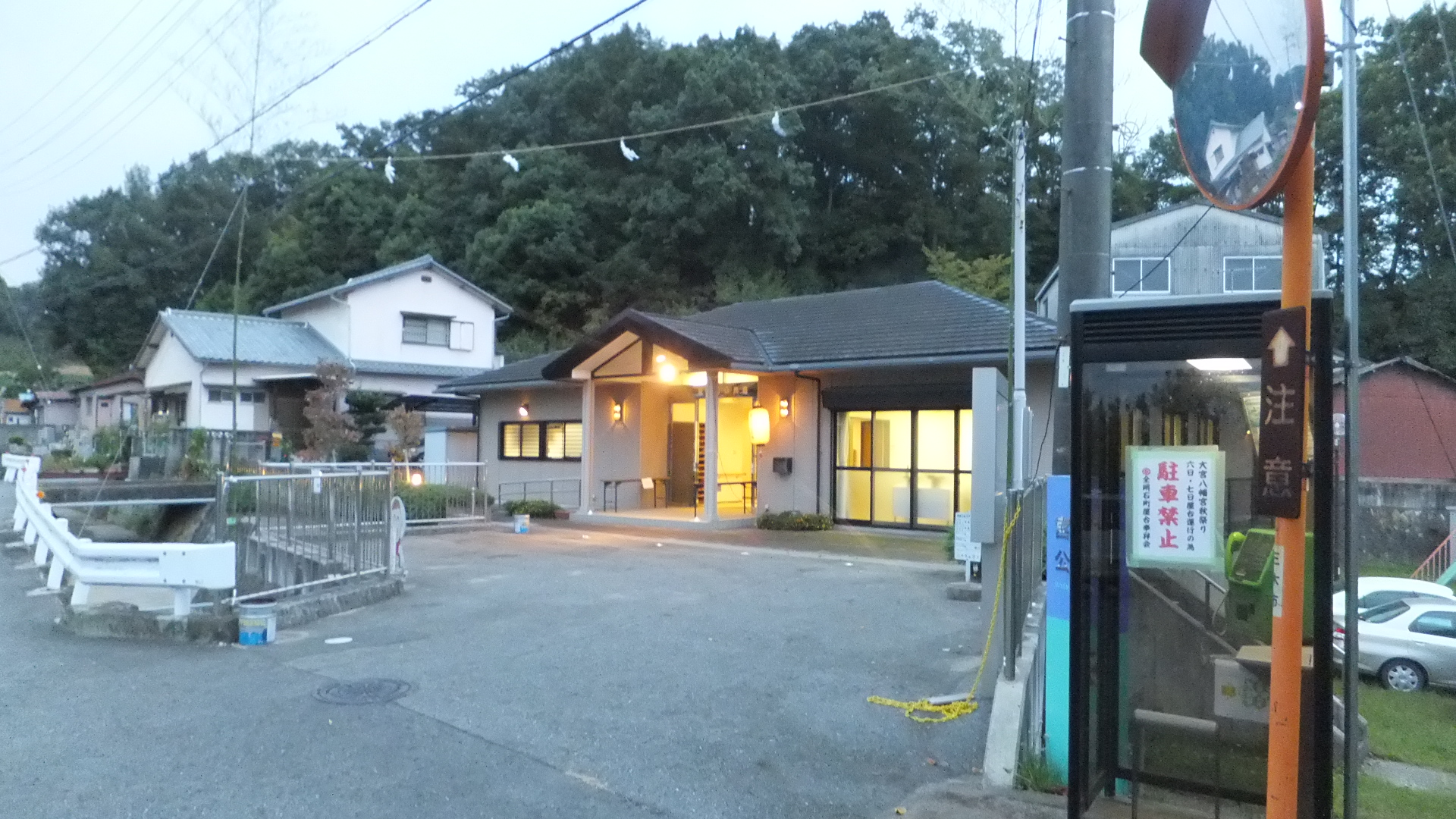
宮前町公民館
- 大日町公民館
- 晴龍寺
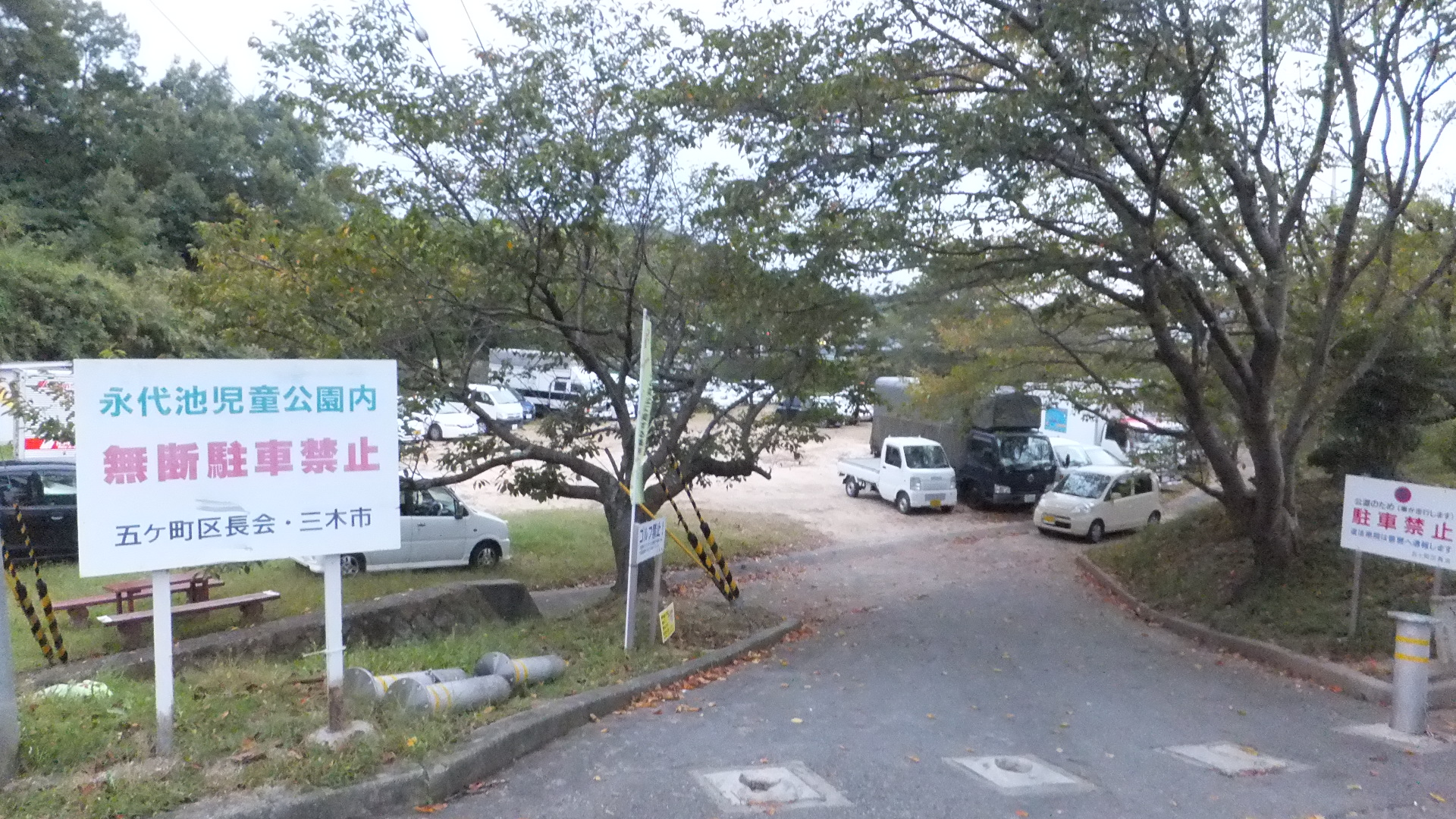
永代池児童公園
- 明盛商店街
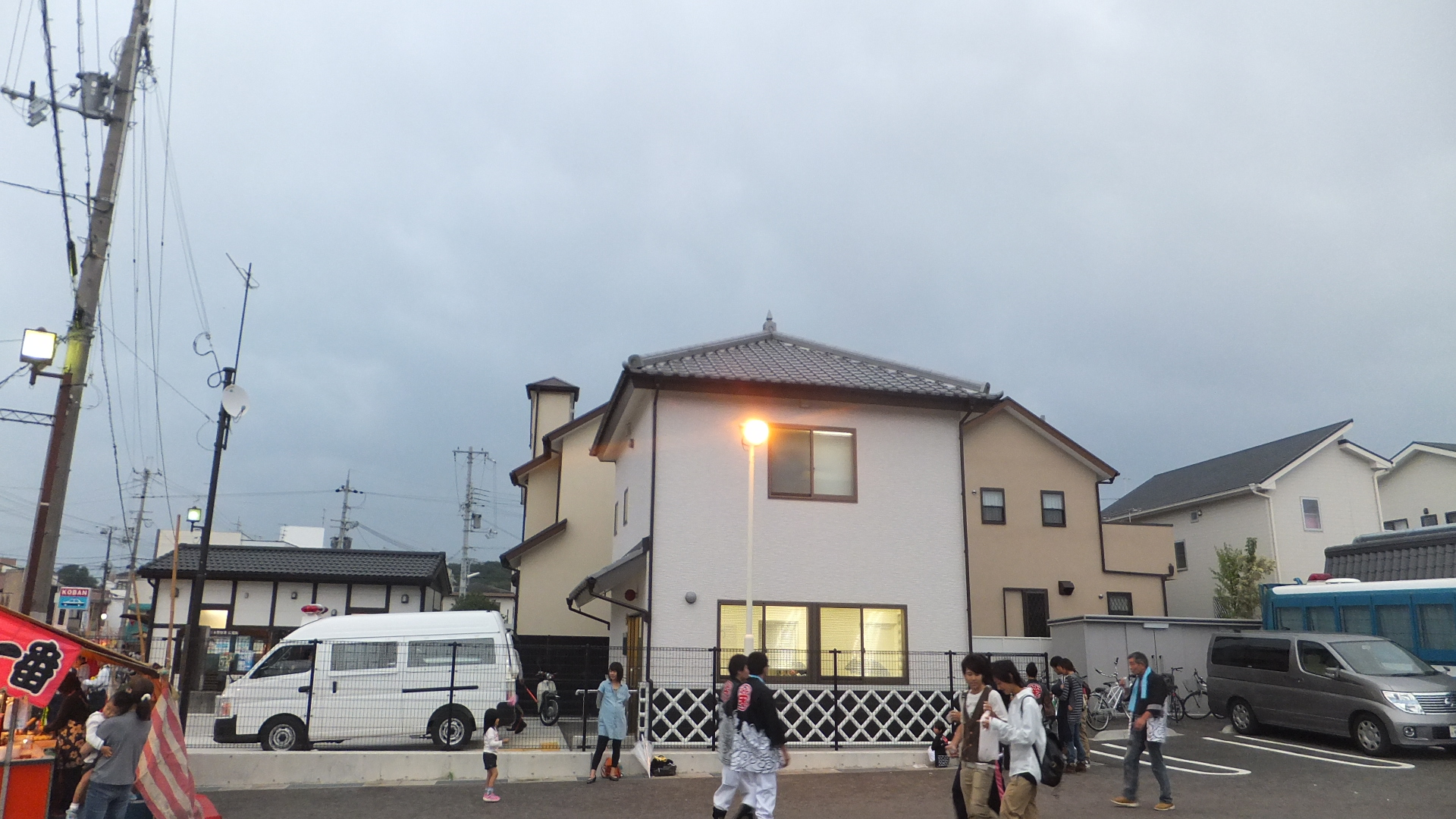
三木警察署本町交番
- 天理教三木分教会
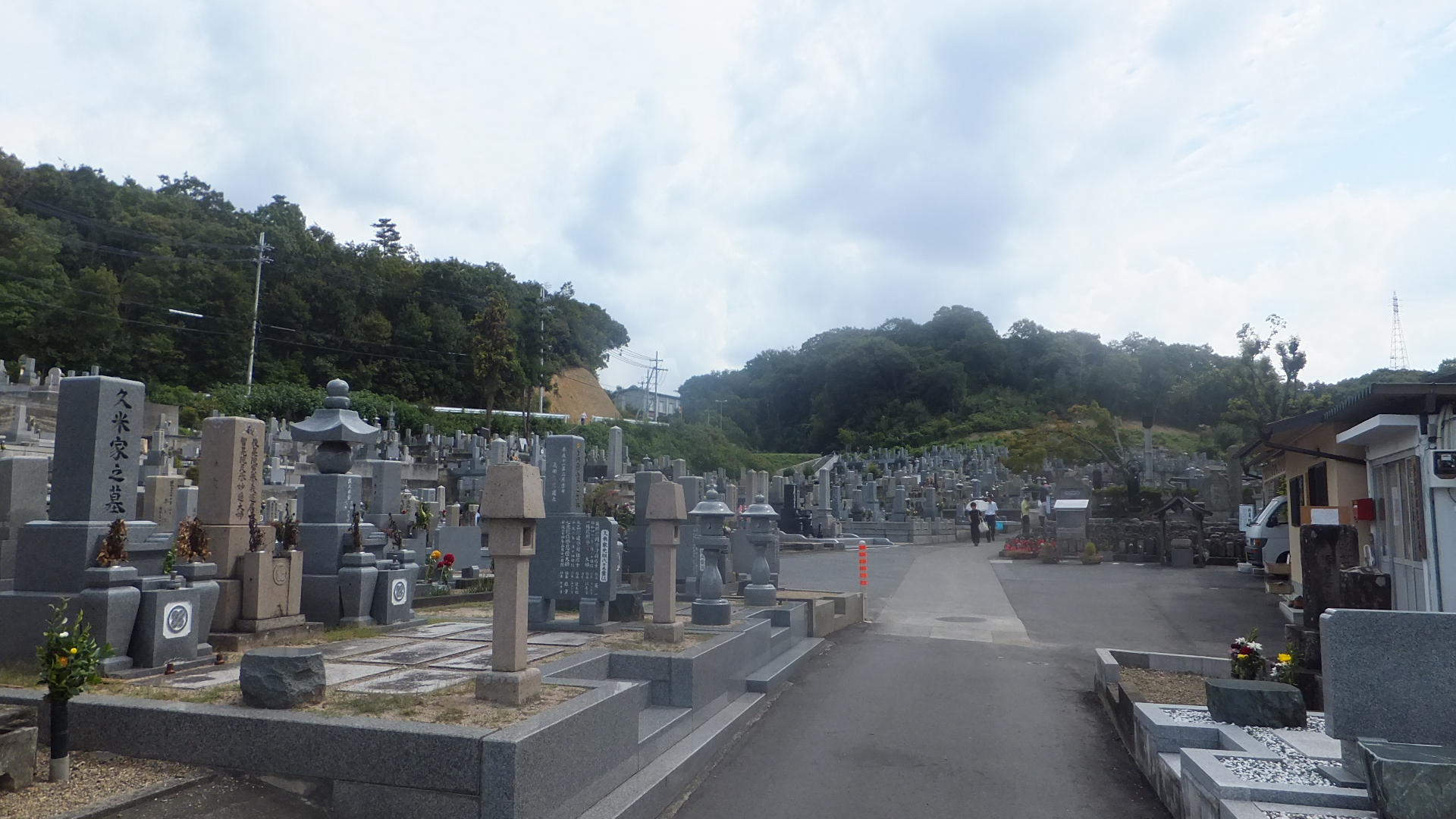
箕谷墓地
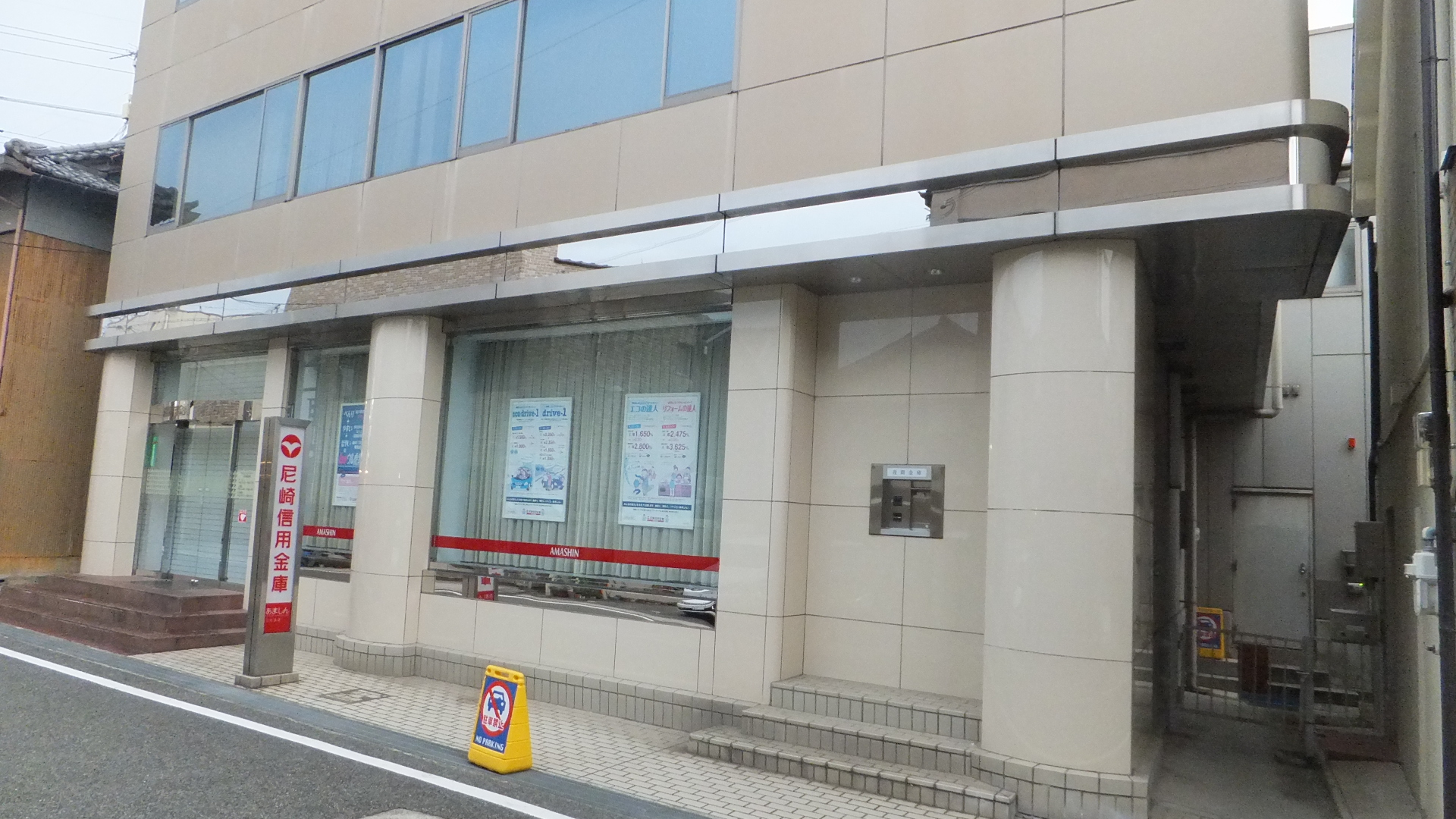
尼崎信用金庫三木支店
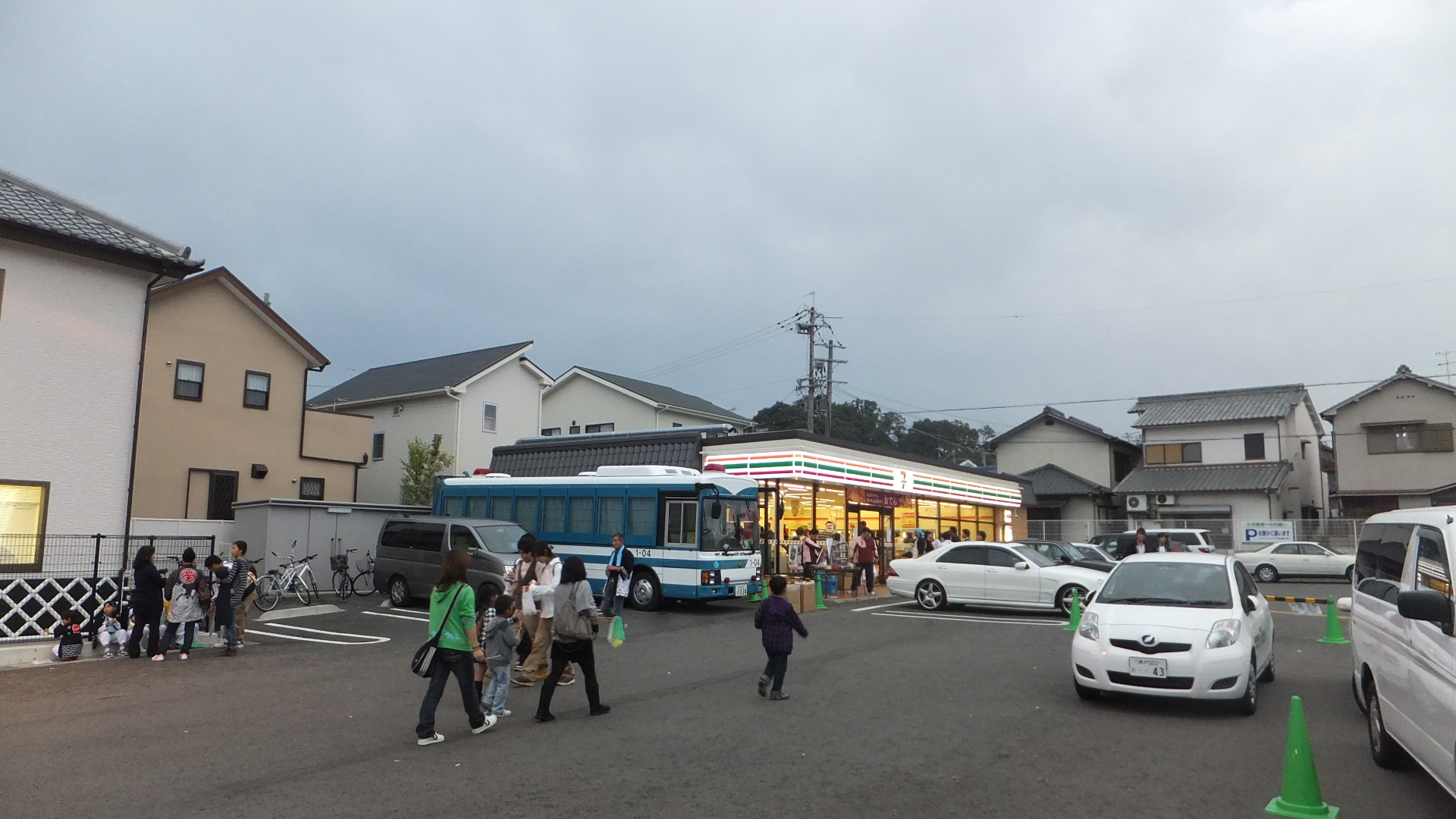
セブン-イレブン三木本町店

- 大宮八幡宮
- 宮前町公民館
- 永代池児童公園
- 三木警察署本町交番
- 箕谷墓地
- 尼崎信用金庫三木支店
- セブン-イレブン三木本町店

### 過去に存在した施設
- 三木市役所（本町2丁目） - 1993年から上の丸町に新築移転している。
- 三木市消防本部（本町2丁目） - 1971年11月から2008年4月20日までこの地に立地していたが、2008年4月21日から三木市福井に新築移転し、跡地は解体され、駐車場として転用された。[12]
- マルタケ百貨店（本町2丁目）
- 日新信用金庫（本町3丁目） - 1951年12月1日から2007年12月9日までこの地に立地していたが、2007年12月10日から三木市大村に新築移転し、跡地は解体され、セブン-イレブン三木本町店が立地している。[13]
- マックスバリュ三木本町店 - 現在は住宅地として転用している。
- ベルショップ主婦の店（本町3丁目）-　マックスバリュ三木本町店以前に同じ位置にあった店舗

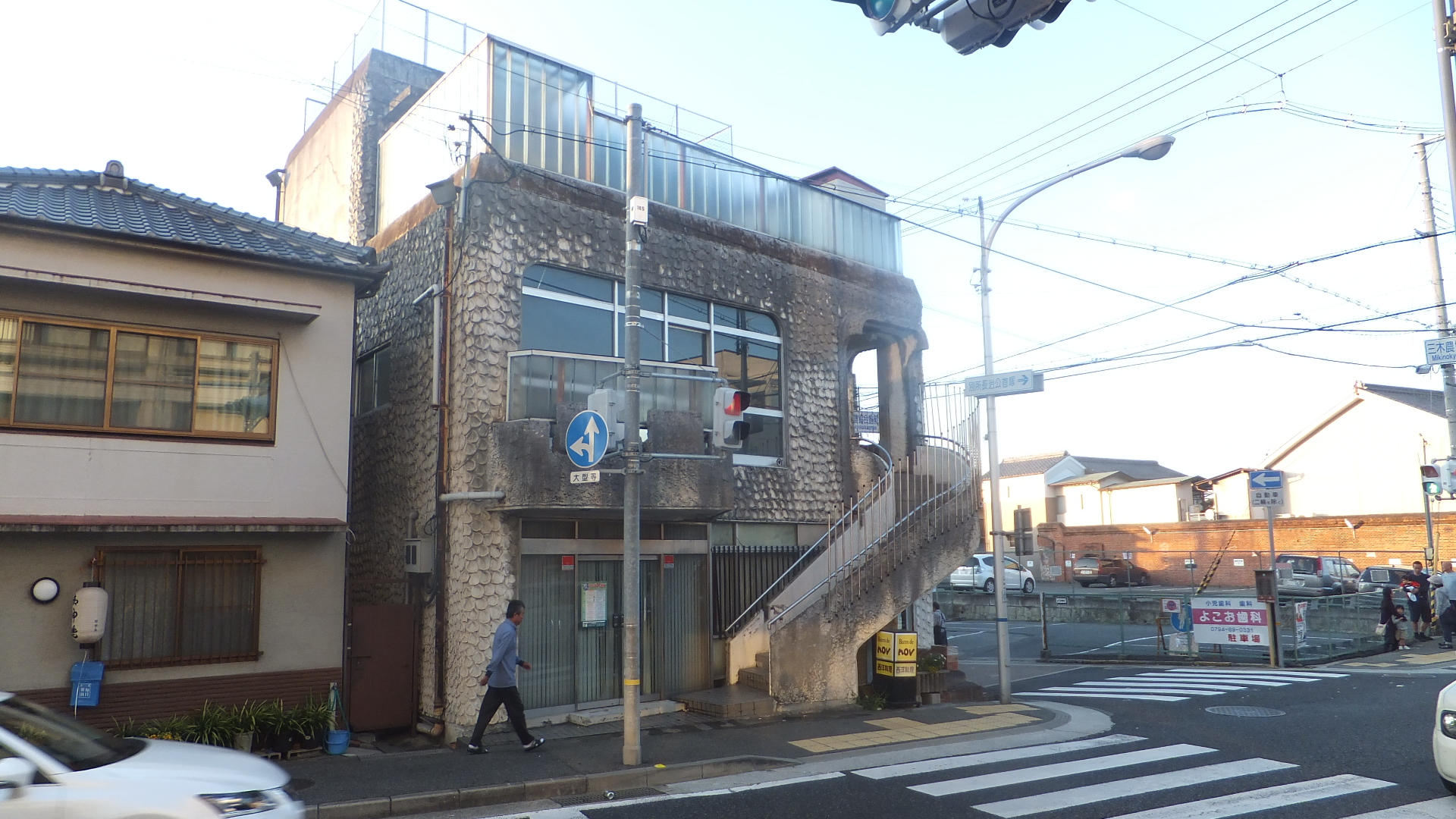
マルタケ百貨店の跡地

## 小・中学校の学区
| 大字      | 番地                                       | 小学校             | 中学校             |
| --------- | ------------------------------------------ | ------------------ | ------------------ |
| 本町1丁目 | 1番～2番、本町1丁目3番、4番の一部          | 三木市立三樹小学校 | 三木市立三木中学校 |
| 本町1丁目 | 本町1丁目3番、4番の一部、本町1丁目5番～7番 | 三木市立三木小学校 | 三木市立三木中学校 |
| 本町2丁目 | 全域                                       | 三木市立三樹小学校 | 三木市立三木中学校 |
| 本町3丁目 | 全域                                       | 三木市立三樹小学校 | 三木市立三木中学校 |

## 交通

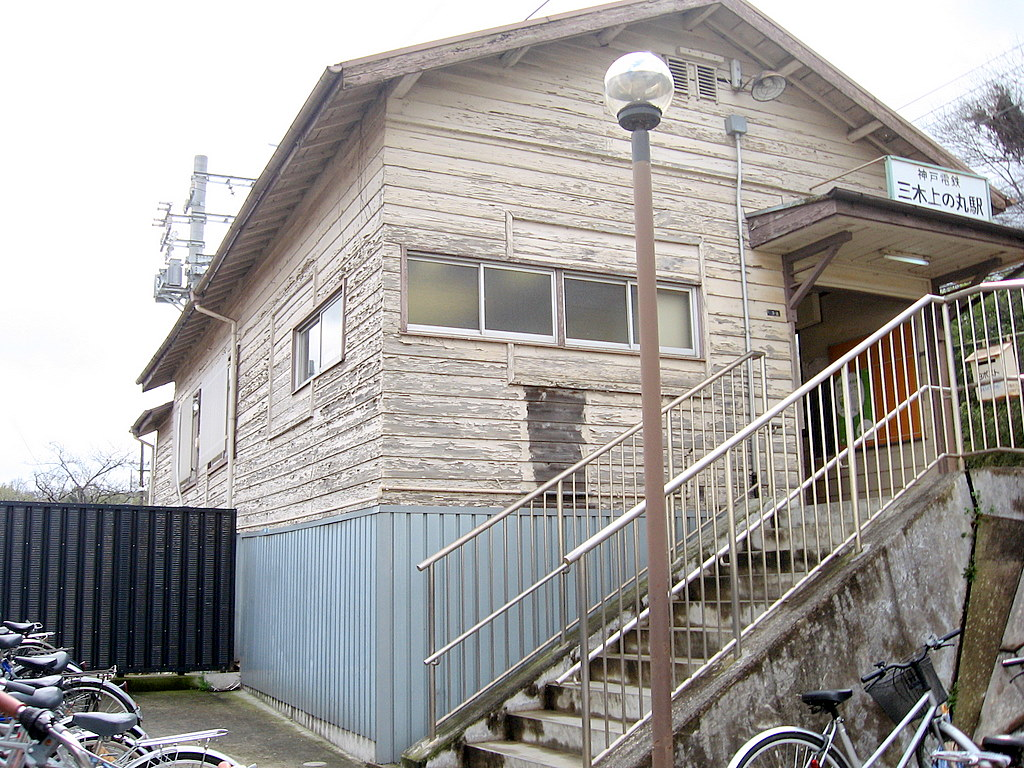
三木上の丸駅

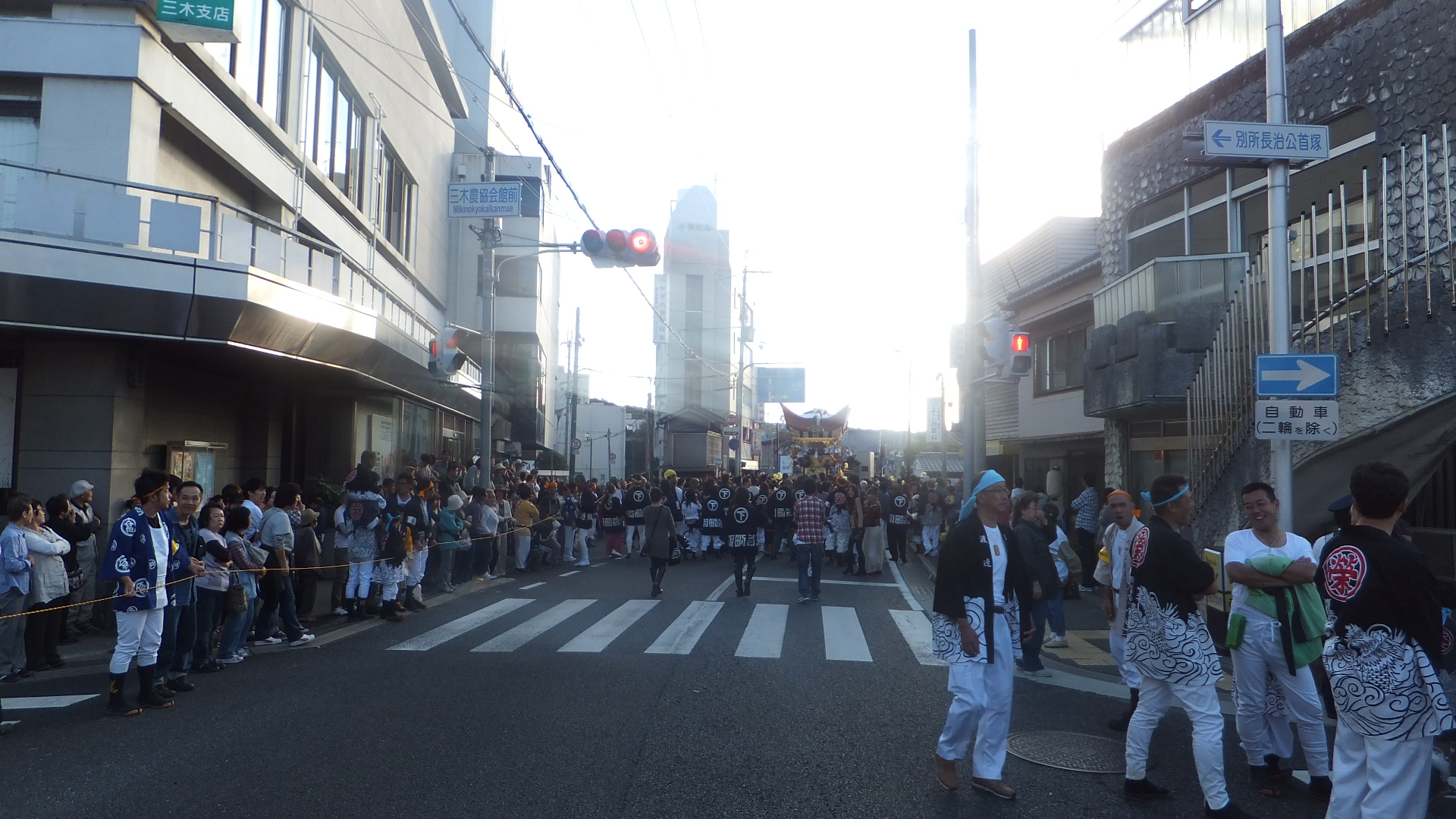
大宮八幡宮例大祭によって一時的に通行止めにされている兵庫県道20号加古川三田線

### 鉄道
- 神戸電鉄粟生線
  - 三木上の丸駅

### バス
- 神姫バス
  - 西脇急行線
  - 恵比須快速線　2012年7月1日より以前(2004年11月-2008年3月)とルートを変更した形で三木営業所まで一部の便が延伸を再開したため、当区域内の上の丸停留所でも乗降客の取り扱いを行うようになった。しかし、2015年4月1日のダイヤ改正で、上りは始発からの3便のみ、下りは最終までの5便のみと減便される[15][16]。
- みっきぃバス

### 道路

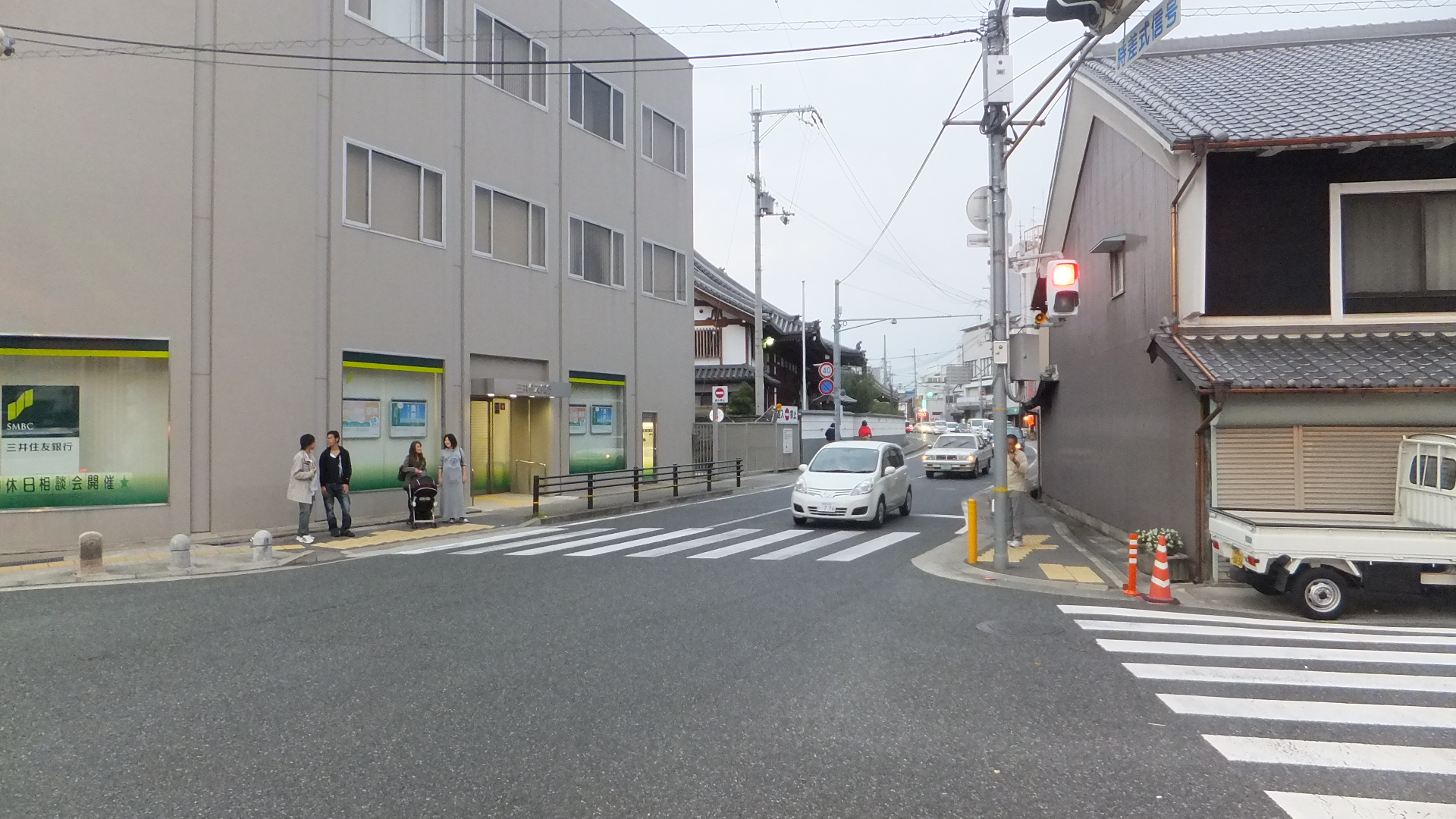
兵庫県道20号加古川三田線
  - 本町バイパス
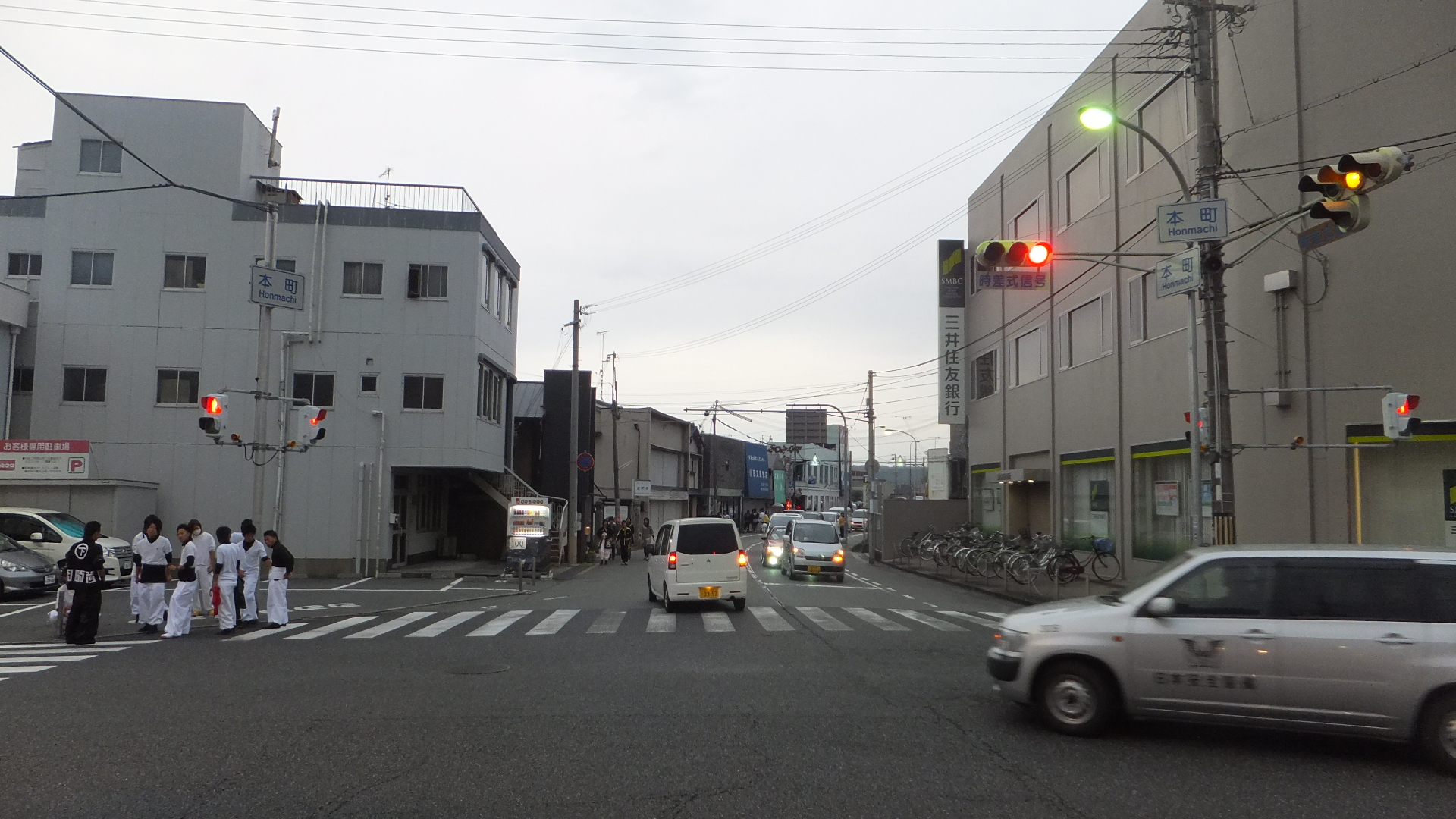
兵庫県道23号三木宍粟線
- 兵庫県道38号三木三田線

- 兵庫県道20号加古川三田線
- 兵庫県道23号三木宍粟線

## 祭事・催事
- みきマルシェ